# Sparganium rothertii
Sparganium rothertii là một loài thực vật có hoa trong họ Typhaceae. Loài này được Tzvelev miêu tả khoa học đầu tiên năm 1984.